# Castianeira alata
Castianeira alata is een spinnensoort uit de familie van de loopspinnen (Corinnidae).
De wetenschappelijke naam van de soort werd in 1945 gepubliceerd door Martin Hammond Muma.